# Кизилтальський сільський округ (Мойинкумський район)
Кизилта́льський сільський округ (каз. Қызыл тал ауылдық округі, рос. Кызылталский сельский округ) — адміністративна одиниця у складі Мойинкумського району Жамбильської області Казахстану. Адміністративний центр — село Кокжелек.
Населення — 1272 особи (2021; 1271 у 2009, 1790 у 1999, 2357 у 1989).
Станом на 1989 рік існувала Кизилтальська сільська рада (села Амангельди, Кизилту), село Жасулан перебувало у складі Комінтернівської сільської ради. З 1993 року утворені окремо Кизилотауська сільська адміністрація, сільська адміністрація імені Назарбекова Айтбая та Кизилтальський сільський округ. 1997 року до складу Кизилтальського сільського округу були приєднані ліквідовані Кизилотауська сільська адміністрація та сільська адміністрація Назарбекова Айтбая. 2004 року зі складу Кизилтальського сільського округу був виділений Кизилотауський сільський округ. 2019 року до складу округу було включено 0,12 км² земель державного земельного фонду.

## Склад
До складу округу входять такі населені пункти:
| Населений пункт                | Старі назви       | Населення, осіб (1989) | Населення, осіб (1999) | Населення, осіб (2009) | Населення, осіб (2021) |
| ------------------------------ | ----------------- | ---------------------- | ---------------------- | ---------------------- | ---------------------- |
| імені Назарбекова Айтбая, село | Жасулан           | 1164                   | 715                    | 395                    | 386                    |
| Кокжелек, село                 | Кизилту, Кизилтау | 1193                   | 1075                   | 876                    | 886                    |